# Emilio Casa
Emilio Casa (Parma, 21 agosto 1819 – Parma, 10 dicembre 1904) è stato un medico e storico italiano.

## Biografia
Ricoprì alte cariche amministrative per il Comune e per la Provincia di Parma, e fu membro della Regia Deputazione di Storia Patria per le Province Parmensi. Di forte orientamento liberale, scrisse un libro di storia che lo rese celebre ai posteri: Parma da Maria Luigia Imperiale a Vittorio Emanuele II (1847-1860), stampato per la prima volta nel 1901 dalla Tipografia Rossi-Ubaldi di Parma. Con tale libro il Casa fece un nobile dono ai suoi concittadini: infatti, nessun altro autore contemporaneo ha tracciato un quadro così reale degli eventi storici di quegli anni cruciali del Risorgimento nel Ducato di Parma e Piacenza; anzi, quello del Casa è l'unico testo narrativo che descriva le vicende che condussero il Ducato Parmense all'unificazione con l'Italia.
Il Casa, consapevole della sua formazione di storico autodidatta, nella prefazione al libro afferma:
«Lettore! Questo mio libro non ha, né poteva avere, il titolo di STORIA, perocché altro non sia che una modesta narrazione – un ricordo – di casi intervenuti nella mia città dal 1847 al '60, dei quali o fui testimone, o attinsi i particolari a buone fonti. Un momento solo si avrebbe a dire storico: quando Re Vittorio Emanuele II aggiunse al suo glorioso regno lo Stato Parmense; ma è l'ultima pagina del volume. Ho desiderato d'esser il primo a dichiarare che non ho mai avuto la presunzione di scrivere una Storia, perché, avendone lette e studiate parecchie di ammirevoli, mi sono persuaso che non è mestiere per molti – e meno per me».
Nel libro del Casa ai fatti storici che si sono svolti sotto i suoi propri occhi, o che egli ha appreso da «buone fonti», si mescolano vicende personali e dei suoi familiari: del padre Antonio, per esempio, il quale, conseguita sotto i francesi una formazione amministrativa e acquisita una forte fede politica liberale, fu coinvolto in varie vicende: schedato come carbonaro nel 1823, fu membro del governo provvisorio nel 1831, e infine fu costretto all'esilio in Toscana e in Corsica quando le truppe austriache ripristinarono la duchessa sul trono. Emilio Casa, liberale come il padre, accolse con entusiasmo l'annessione del Ducato di Parma e Piacenza al Regno di Sardegna, preludio della sua unione all'Italia.
A Parma gli è intitolata una via, che collega strada Aurelio Saffi a via del Prato.